# Georg Totschnig
Georg Totschnig (n. 25 de maio, 1971 em  Innsbruck, Tirol, Áustria) é um ciclista profissional austríaco que participou em competições de ciclismo de estrada. Venceu uma etapa na Volta da França 2005 e foi 7.º colocado na classificação geral na Volta da França 2004.